# Fälpfjälltjärnarna (Hotagens socken, Jämtland, 711874-144800)
Fälpfjälltjärnarna är en sjö i Krokoms kommun i Jämtland och ingår i Ångermanälvens huvudavrinningsområde. Sjön har en area på 0,0928 kvadratkilometer och ligger 675 meter över havet. Fälpfjälltjärnarna ligger i Gråberget-Hotagsfjällen Natura 2000-område. Sjön avvattnas av vattendraget Rävmyrbäcken.

## Delavrinningsområde
Fälpfjälltjärnarna ingår i det delavrinningsområde (711807-144871) som SMHI kallar för Ovan 711909-145044. Medelhöjden är 652 meter över havet och ytan är 5,75 kvadratkilometer. Det finns inga avrinningsområden uppströms utan avrinningsområdet är högsta punkten. Rävmyrbäcken som avvattnar avrinningsområdet har biflödesordning 5, vilket innebär att vattnet flödar genom totalt 5 vattendrag innan det når havet efter 281 kilometer. Avrinningsområdet består mestadels av skog (75 procent) och sankmarker (17 procent). Avrinningsområdet har 0,09 kvadratkilometer vattenytor vilket ger det en sjöprocent på 1,6 procent.